# Phyllotetranychus romaine
Phyllotetranychus romaine är en spindeldjursart som beskrevs av Pritchard och Baker 1958. Phyllotetranychus romaine ingår i släktet Phyllotetranychus och familjen Tenuipalpidae. Inga underarter finns listade i Catalogue of Life.